# 摩爾多瓦葡萄酒

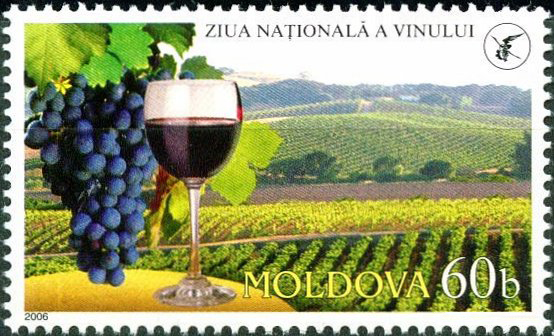
為紀念國家葡萄酒日所發行的郵票

摩爾多瓦有著發達的葡萄酒產業。2018年，摩爾多瓦的葡萄酒產量是兩百萬公升，為第11大葡萄酒產量的歐洲國家。摩爾多瓦的葡萄園面積達148,500公頃（367,000英畝），其中107,800公頃（266,000英畝）用於商業生產。剩餘的40,700公頃（101,000英畝）則是家庭生產。2014年，摩爾多瓦是世界第20大葡萄酒生產國。摩爾多瓦生產的大多數葡萄酒用於出口。